# Domanín
Domanín (deutsch Domaning, früher auch Domaningen, Domanin) ist eine Gemeinde in Tschechien. Sie liegt vier Kilometer nördlich von Bzenec und gehört zum Okres Hodonín.

## Geographie
Domanín befindet sich im Hügelland Kyjovská pahorkatina. Das Dorf liegt linksseitig über dem Tal der Syrovinka in der Quellmulde deren Zuflusses Domanínský potok. Nordöstlich erhebt sich der Domanínský kopec (312 m), südöstlich die Stará hora (289 m), im Süden die Horní hory (292 m), südwestlich die Dolní hora (269 m) und im Westen der Tygle (299 m). Nördlich liegt die mittelalterliche Wüstung Lovčice.
Nachbarorte sind Újezdec und Ořechov im Norden, Vážany und Polešovice im Nordosten, Ostrožská Nová Ves, Chylice und Kvačice im Osten, Moravský Písek und U nádraží im Südosten, Olšovec und Bzenec im Süden, Vracov im Südwesten,  Těmice im Westen sowie Žeravice und Syrovín im Nordwesten.

## Geschichte
Erstmals schriftlich erwähnt wurde Domankowitz am 27. November 1228 in einer Urkunde Ottokar I. Přemysl über das Privilegium des neuen Zisterzienserklosters Velehrad. Weitere Namensformen im 13. Jahrhundert waren Domanin, Domaninghen und Domaningen. Der Name des Dorfes leitet sich vom Personennamen Doman bzw. Domana ab. Der Ort gehörte zu den 50 Dörfern, die in den Besitz des Klosters übergegangen waren. Es wird angenommen, dass das Dorf zuvor zum markgräflichen Besitz gehört hatte. Im Zentrum des Ortes errichtete der Orden einen Klosterhof, auf dessen Gütern Viehzucht sowie Wein- und Obstbau betrieben wurde. In den kriegerischen Zeiten nach dem Aussterben der Přemysliden verkam der Hof und wurde an verschiedene Adlige verpachtet. Seit den Hussitenkriegen wurde das Dorf bis ins 16. Jahrhundert mehrfach durch die Könige dem Kloster entzogen und an Adlige verpfändet. Dazu gehörten Matěj von Častrov, Hynko Bilík von Kornice, Jan und Jindřich Mouřínovský von Mezilesice, Zikmund Prakšický von Zástřizl sowie Pavel von Žerotín auf Buchlov, der das Dorf zusammen mit seinen Brüdern Jan und Václav auf 15 Jahre für die Untersuchung der Zustände auf den Klostergütern erhielt. Nach Pavels Tod lehnten seine Brüder die Unterhaltung des Klostergüter als Pfandbesitz ab, so dass das Gut Domanín an Přemek von Víckov verpfändet wurde. In Domanín bestanden im 16. Jahrhundert zwei Freihöfe, einer gehörte Adam Žáček von Kuklovice und der andere Bernart Jiří von Liputovice, der ihn später an Balcar Kaltenhof von Malejov verkaufte. Im Jahre 1595 kauften sich die Untertanen von Domanín von den Frondiensten auf dem Klosterhof frei.
Im Velehrader Urbar von 1597 bis 1615 sind für Domanín fünf Hüfner, zwei Dreiviertelhüfner, 15 Halbhüfner, 17 Viertelhüfner, 20 Achtelhüfner und 16 Podsedeken ausgewiesen. Als im Jahre 1605 die Truppen Stephan Bocskais in Bzenec plünderten, mordeten und die Stadt niederbrannten, fielen sie mit großer Wahrscheinlichkeit auch in Domanín ein. Nachdem die Protestantischen Stände 1619 auf dem Mährischen Landtag die Konfiszierung sämtlichen Kirchenbesitzes beschlossen hatten, wurden 1620 Teile der Velehrader Klostergüter an die Herrschaft Buchlov verkauft. Kleine Teile kauften Jan Bernard von Kunovic auf Ostroh und der frühere Velehrader Beamte Baltazar Kaltenhof aus Domanín. 1628 ließ der Velehrader Abt Greifenfeld in Polešovice und Domanín zwei neue Höfe anlegen. Der Dreißigjährige Krieg führte zur teilweisen Verödung des Dorfes, die Einwohnerzahl sank von etwa 500 auf 200. 1669 lagen 47 Anwesen wüst. 1719 kaufte das Kloster von Rudolf und Karl Maximilian Magnis die Herrschaft Ořechov mit den Dörfern Ořechov und Těmice ab und vereinigte die mit dem Gut Domanín. Bis 1748 unterlag Domanín der Blutgerichtsbarkeit des Jagdgerichts auf Buchlov. Im Schwarzen Buch des Jagdgerichts sind drei Sprüche von Domanín enthalten, dabei ging es um Raubmord, Brandstiftung im Rathaus und Ausbruch aus dem Verlies sowie um Mord.
Nach der Aufhebung des Klosters Velehrad im Zuge der Josephinischen Reformen fiel das Gut Domanín 1782 dem Religionsfonds zu. Die Klosterhöfe Domanín, Ořechov und Těmice wurden zu Junkerschaften mit dem Recht auf Verkauf, Schenkung und Vererbung umgewandelt. Bei zwei Großbränden wurden zum Ende des 18. Jahrhunderts insgesamt 75 Häuser zerstört. 1796 kaufte František Dagobert Záruba von Hustířan auf Rosice die Junkerschaft Domanín, er veräußerte sie an Thaddäus Weinhard und Joachim von Trauttmansdorff. Von diesen erwarb sie die Baroness von Königsbrunn und 1820 Johann Karl Graf von Stomm, der auch schon Těmice besaß. Im Jahre 1843 hatte das Dorf 718 Einwohner.
Nach der Aufhebung der Patrimonialherrschaften bildete Domanín ab 1850 eine Gemeinde in der Bezirkshauptmannschaft Hradisch. 1890 richtete eine Windhose in Domanín schwere Schäden an.
Im oberen Teil des Dorfes kam es in den Jahren 1900 und 1901 zu einem Erdrutsch, dabei wurden 42 Häuser zerstört. Die betroffenen Bewohner errichteten im Unterdorf am Bach neue Häuser. 1949 wurde Domanín dem Okres Veselí nad Moravou zugeordnet und nach dessen Auflösung im Jahre 1960 gehört die Gemeinde zum Okres Hodonín. Domanín ist von Weinbergen umgeben.

## Gemeindegliederung
Für die Gemeinde Domanín sind keine Ortsteile ausgewiesen.

## Sehenswürdigkeiten
- Panský dvůr, der frühbarocke Herrenhof im Zentrum des Ortes erhielt sein heutiges Aussehen beim Umbau von 1672 bis 1678, er ist als Kulturdenkmal geschützt
- Kirche des hl. Wenzel, erbaut 1786–88 aus Mittel des Religionsfonds, 1932 wurde der vordere Teil der Kirche abgetragen und das Bauwerk auf 31 m verlängert sowie um zwei Seitenkapellen erweitert. Im Innern befinden sich zwei spätbarocke Gemälde von Ignaz Raab, weitere vier werden ihm ebenfalls zugeschrieben. Die Bilder wurden von der Gemeinde nach der Auflösung des Klosters Velehrad ersteigert.
- Statue des hl. Johannes von Nepomuk, vor der Kirche, geschaffen 1803
- Statue des hl. Wenzel, neben der Kirche, aus dem Jahre 1901
- Statue des hl. Florian, an der Kreuzung nach Moravský Písek, aus dem Jahre 1904
- 200-jährige Winterlinde, Baumdenkmal
- sieben Kreuze

## Persönlichkeiten
- Libuše Domanínská (1924–2021), eigentlich Libuše Klobásková, verheiratete Vyčichlová; die Sopranistin nahm den Künstlernamen Domanínská an, da ihre Eltern beide aus dem Ort stammen.